# Trebujeni
Trebujeni – miejscowość i gmina w środkowej Mołdawii, w rejonie Orgiejów. W 2014 roku liczyła 1624 mieszkańców. Leży w dolinie rzeki Raut.
W sąsiedztwie znajduje się kompleks klasztorny Orheiul Vechi z IX wieku oraz stanowiska archeologiczne będące śladem osadnictwa Scytów.